# Gliocephalotrichum cylindrosporum
Gliocephalotrichum cylindrosporum är en svampart som beskrevs av B.J. Wiley & E.G. Simmons 1971. Gliocephalotrichum cylindrosporum ingår i släktet Gliocephalotrichum och familjen Nectriaceae.   Inga underarter finns listade i Catalogue of Life.